# Ель-Кура
Ель-Кура́ — бухта, розташована в західній частині затоки Акаба Червоного моря. Розташована в межах Єгипту. Береги бухти є частиною курортної зони.